# Хронология вторжения России на Украину (декабрь 2024)
Данная статья является частью хронологии широкомасштабного вторжения РФ на Украину и описывает события, произошедшие в декабре 2024 года.

## 1 декабря
Согласно заявлению Минобороны РФ, российские военные заняли Петровку (южнее Покровска). По информации Института изучения войны, это произошло ещё 27 ноября.
По информации губернатора Брянской области Александра Богомаза, в результате удара украинского БПЛА в Стародубском районе погиб ребёнок. Телеграм-канал Mash уточнил, что погибшему было 11 лет.
По информации председателя Херсонской областной государственной администрации Александра Прокудина, в Херсоне российский БПЛА ударил по микроавтобусу. Погибли три человека, включая ребёнка, ещё семеро были ранены.

## 2 декабря
Согласно заявлению Минобороны РФ, российские военные нанесли удар по Украине 110 дронами. Один дрон попал в жилой дом в Тернополе. Один человек погиб, трое ранены.

## 5 декабря
Вооружённые силы Российской Федерации заняли село Романовка, расположенное севернее Угледара и Новопустынку, расположенную юго-западнее Покровска.

## 6 декабря
Вечером российские войска нанесли удар по Запорожью. Загорелась станция техобслуживания, повреждены дома и магазины. Погибли 10 человек, пострадали 24 (в том числе трое детей).

## 10 декабря
Новый российский ракетный удар по Запорожью. Разрушена частная клиника в центре города, повреждены другие здания, в том числе бизнес-центр и 20 домов. Известно о 10 погибших и 22 раненых. В регионе второй раз за неделю объявлен траур.

## 11 декабря
ВСУ нанесли удар беспилотниками по Брянску, а ракетами — по Таганрогу. В тот же день Минобороны РФ заявило, что это были удары ракетами ATACMS. 

## 15 декабря
Министерство обороны Великобритании сообщило о том, что в ходе боёв за Великую Новосёлку ВС РФ заняли село Шевченко, расположенное к югу от Покровска.
Минобороны РФ заявило, что российские военные заняли Пушкино (расположено западнее Селидова и южнее Покровска). По мнению Института изучения войны, населённый пункт был занят ещё 13 декабря.
Минобороны РФ заявило, что российские военные заняли Весёлый Гай. По мнению Института изучения войны, населённый пункт был занят ещё 13 декабря.
Вооружённые силы РФ в ходе боёв за Покровск заняли село Шевченко.

## 18 декабря
Министерство обороны РФ заявило, что российские военные заняли Старые Терны. По информации Института изучения войны, это произошло ещё 5 декабря 2024 года.

## 20 декабря
Российский ракетный удар по Киеву. По данным Воздушных сил ВСУ, было выпущено пять баллистических ракет «Искандер-М». Перед этим город атаковали беспилотники, которые, по данным местных властей, были обезврежены на подступах к нему. Все ракеты, как сообщается, тоже были сбиты, но в 5 районах Киева упали обломки. Один человек погиб и 12 ранены. Повреждены офисные, жилые и другие здания, тепломагистраль, газопровод и автомобили; возникло несколько пожаров. Пострадал Николаевский костёл. Взрыв произошёл рядом с посольствами и консульствами нескольких стран. Министерство обороны РФ заявило об ударе по пункту управления Службы безопасности Украины, конструкторскому бюро «Луч» и позиции зенитного ракетного комплекса Patriot, добавив, что все объекты были поражены. По словам ведомства, это было ответом на украинскую атаку 18 декабря химического предприятия «Комбинат Каменский» в Ростовской области ракетами ATACMS и Storm Shadow.
По сообщению главы Курской области Александра Хинштейна, по Рыльску был нанесён удар, в результате которого погибло 6 человек, повреждения получили образовательные учреждения, объекты культуры, частные дома. При этом, по его словам, использовалась система залпового огня HIMARS. 
ВС РФ нанесли удары по Херсону. Повреждения получили онкологический центр (персонал и больные были в укрытии), инфраструктурные объекты и жилые дома. 

## 21 декабря
По сообщению мэрии Казани, шесть украинских беспилотников врезались в дома в Советском, Кировском и Приволжском районах города. Ещё один, по словам местных властей, пытался атаковать промышленное предприятие.
В ночь на 21 декабря Украину атаковали свыше 100 российских беспилотников. Повреждены дома в Харькове и Запорожье. Пострадали шесть человек в Харькове и четверо в Запорожье.

## 22 декабря
Министерство обороны РФ заявило, что российские войска заняли Лозовое (Харьковская область) и Сонцовку (Красное). В ходе боёв за Покровск ВС РФ заняли село Даченское.

## 23 декабря
По информации украинского проекта Deep State, российские военнослужащие окружили украинские подразделения в Макаровке. В ВСУ назвали информацию об окружении ошибкой. После этого Deep State опубликовал заявление, в котором указал, что имеет репутацию высокого уровня, но не всем командующим нравится правда.

## 24 декабря
Институт изучения войны сообщил, что Вооружённые силы РФ заняли Сторожевое и Макаровку.

## 25 декабря
На Рождество российские войска нанесли очередной массированный удар по украинской энергетике с помощью дронов типа Shahed 136, крылатых ракет, запущенных с бомбардировщиков Ту-95, и ракет «Калибр», выпущенных из акватории Чёрного моря. По словам украинского президента Владимира Зеленского, всего россияне запустили по Украине 70 ракет, из которых украинские ПВО сумели сбить 50, и сотню дронов.
Также утром произошла катастрофа Embraer E190 в аэропорту Актау; самолёт «Азербайджанских авиалиний» выполнял пассажирский рейс по маршруту Баку — Грозный. Согласно азербайджанским правительственным источникам, самолёт был поражён российской ракетой класса «земля-воздух» в момент отражения атаки украинских БПЛА на аэропорт Грозный. Согласно источнику Reuters, системы связи самолёта были парализованы системами радиоэлектронной борьбы на подлёте к Грозному, а повреждённому самолёту было отказано в приземлении в российских аэропортах, несмотря на просьбы пилотов об экстренной посадке, и им приказали лететь через Каспийское море в сторону Актау в Казахстане. На борту находилось 67 человек, из них выжило 29, получив ранения; погибло 38.

## 27 декабря
В ходе боёв за Покровск российские военные заняли Новооленовку.

## 30 декабря
ВСУ с помощью ракет Storm Shadow атаковали командный пункт 76-й десантно-штурмовой дивизии во Льгове, в результате чего погибли по меньшей мере 8 офицеров, в том числе начальник связи подполковник Валерий Терещенко.